# Wishart McLea Robertson
Wishart McLea Robertson PC (* 15. Februar 1891 in Passage, Nova Scotia; † 16. August 1967) war ein kanadischer Politiker der Liberalen Partei, der fast 23 Jahre lang Mitglied des Senats sowie Minister im  16. kanadischen Kabinett von Premierminister William Lyon Mackenzie King sowie im 17. Kabinett von Premierminister Louis Saint-Laurent war. Er war von 1953 bis 1957 als Sprecher des Senats Präsident des Oberhauses des Parlaments von Kanada.

## Leben
Robertson war der Sohn von Thomas Robertson, der zwischen 1878 und 1887 Mitglied des Unterhauses war und leistete während des Ersten Weltkrieges zwischen 1916 und 1918 seinen Militärdienst als Leutnant im 85. sowie im 219. Bataillon der Canadian Expeditionary Force.
Nach Kriegsende war er als Unternehmer tätig und wurde am 1. Oktober 1928 als Kandidat der Nova Scotia Liberal Party als Mitglied in das Abgeordnetenhaus von Nova Scotia gewählt, in dem er bis zum 21. August 1933 den Wahlkreis Shelburne vertrat.
Robertson, der vom 1. Januar 1943 als Nachfolger von Norman Alexander McLarty bis zu seiner Ablösung durch Gordon Fogo am 1. Januar 1945 Präsident der Liberalen Partei Kanadas war, wurde am 19. Februar 1943 auf Vorschlag von Premierminister William Lyon Mackenzie zum Mitglied des Senats von Kanada ernannt und vertrat dort bis zu seinem freiwilligen Mandatsverzicht am 24. Dezember 1965 fast 23 Jahre lang den Senatsbezirk Shelburne.
Während seiner langjährigen Senatszugehörigkeit fungierte Robertson vom 24. August 1945 bis zum 13. Oktober 1953 als Führer der Regierung im Senat und war damit quasi Vorsitzender der Fraktion der Liberalen Partei. Zugleich bekleidete er während dieser Zeit vom 4. September 1945 bis zum 13. Oktober 1953 ein Amt als Minister ohne Geschäftsbereich im 16. Kabinett von Premierminister William Lyon Mackenzie King sowie im darauf folgenden 17. Kabinett von Premierminister Louis Saint-Laurent.
Am 14. Oktober 1953 wurde Robertson als Nachfolger von Elie Beauregard als Sprecher des Senats Präsident des Oberhauses des Parlaments von Kanada und bekleidete dieses Amt bis zu seiner Ablösung durch Mark Robert Drouin am 3. Oktober 1957. Als Senatssprecher war er zugleich vom 12. November 1953 bis zum 12. April 1957 kraft Amt Co-Vorsitzender der Ständigen Gemeinsamen Ausschusses für die Bücherei sowie für das Restaurant des Parlaments.